# Dąbrowa (gmina Brudzew)
Dąbrowa – wieś w Polsce położona w województwie wielkopolskim, w powiecie tureckim, w gminie Brudzew.
Wieś położona jest w południowo-wschodniej części gminy Brudzew, na lewym brzegu rzeki Warty. W jej skład wchodzą tereny potocznie zwane Górką, Królikowem i Kuźnicą.
Dąbrowa ma powierzchnię 442 ha. W grudniu 2004 roku zamieszkiwały ją 174 osoby.
W miejscowości działało Koło Gospodyń Wiejskich.
W latach 1975–1998 miejscowość należała administracyjnie do województwa konińskiego.

## Części wsi
| SIMC    | Nazwa             | Rodzaj    |
| ------- | ----------------- | --------- |
| 0281565 | Kuźnica Koźmińska | część wsi |

## Hydrofornia
W miejscowości znajduje się oddana do użytku w listopadzie 1991 roku hydrofornia, zaopatrująca w wodę Dąbrowę, Koźmin, Kozubów, Podłużyce, Krwony, Kwiatków, Kuźnicę Janiszewską, Janów oraz Głowy.

## Ochotnicza Straż Pożarna
W miejscowości działa założona w 1923 roku jednostka Ochotniczej Straży Pożarnej. Jej założycielami byli: Bolesław Andrzejewski, Ignacy Polipowski, Feliks Siekacz, Feliks Kos, Józef Andrzejewski, Tadeusz Tomczak i Józef Polipowski.
Do jednostki należy remiza strażacka, która spłonęła w czerwcu 2002 roku. Od tamtego czasu trwają prace mające na celu odbudowanie spalonej strażnicy.
Od 1997 działa firma produkcyjno-handlowa zajmująca się produkcją bielizny pościelowej.